# توفلعزت
توفلعزت هي جماعة قروية في إقليم تارودانت بجهة سوس ماسة في جنوب المغرب. وهي تضم 1614 نسمة، حسب الإحصاء العام للسكان والسكنى لسنة 2014.

## دواوير الجماعة
| دواوير جماعة توفلعزت | دواوير جماعة توفلعزت |
| --- | --- |
| - دوار أمضوس - دوار إنيف - دوار تيندرنت - دوار أيت وازال - دوار تاكنيت - دوار إميغزر - دوار آيت إبراهيم أوداود - سوق الاثنين توفلعزت - دوار تاكراكرا | - دوار إزويري - دوار أنامر - دوار تاغزوت - دوار سري - دوار أكرض نتوريرت - دوار تكا - دوار تين بن عمر - دوار دوتلاغ - دوار تيمجيشت - دوار أكرض إمليل |

## التعليم
قائمة المؤسسات التعليمية في جماعة توفلعزت:
- مجموعة مدارس الجهاد (المركزية: توفلعزت / الوحدات: تكراكرا - إميغزر - أكرض إمليل - اكزمير - تين بن عمر)

## النقل والطرق
يقع مركز جماعة توفلعزت على الطريق الإقليمية 1723، ويبعد عن مدينة تارودانت بـ 65 كلم (حوالي ساعة و15 دقيقة).

## الصحة
يتوفر مركز الجماعة على مركز صحي.